# آسیاویک
آسیاویک (انگلیسی: Asiaweek) مجله‌ای خبری با چاپ هفتگی و به زبان انگلیسی بود که بر اخبار قاره آسیا تمرکز داشت و زیر نظر یکی از شرکت‌های تابعه شرکت تایم اداره می‌شد. این مجله در ۱۹۷۵ تأسیس شد و در هنگ کنگ مستقر بود. این مجله در ۷ دسامبر ۲۰۰۱ و به علت رکود در بازار تبلیغات، تعطیل شد. آخرین تیراژ آن، ۱۲۰ هزار نسخه گزارش شده است.